# St. Nikolaus (Gleicherwiesen)

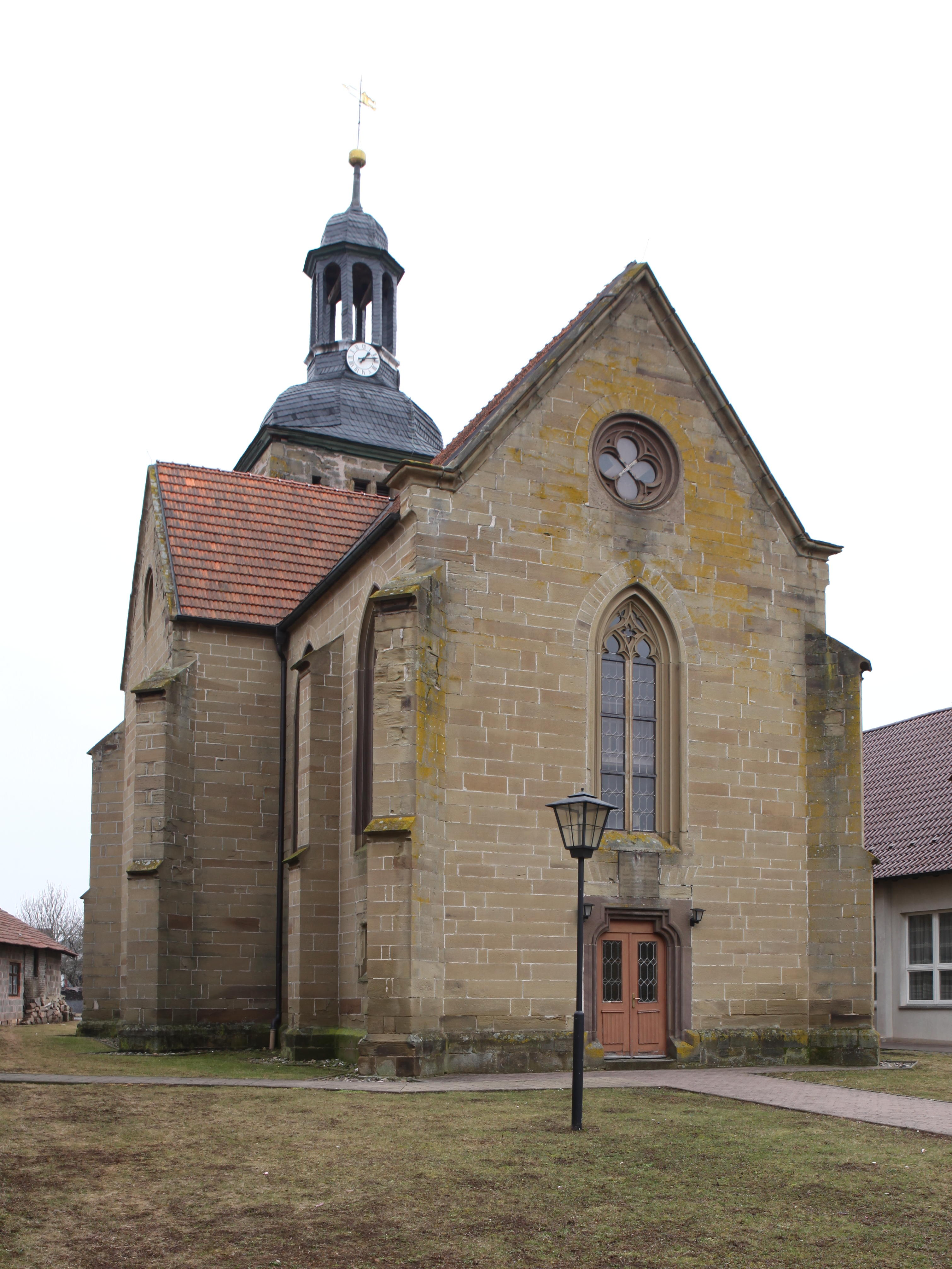
Die Kirche

Die denkmalgeschützte evangelisch-lutherische Dorfkirche St. Nikolaus steht im Ortsteil Gleicherwiesen der Kleinstadt Römhild im Landkreis Hildburghausen in Thüringen.
Schon im Mittelalter stand auf dem derzeitigen Grund und Boden der jetzigen Dorfkirche eine Kapelle. Deshalb stehen Reste des Walls und des Grabens unter Denkmalschutz. Von 1493 bis ins 19. Jahrhundert bildete das Dorf eine eigene Pfarrei, wovon das Pfarrhaus noch Zeugnis gibt. Nachdem die alte Kirche 1839 geschlossen und abgetragen wurde, wurde von 1841 bis 1843 nach Plänen von August Wilhelm Döbner ein Neubau in neugotischem Stil errichtet.
Der Innenraum des Kirchenschiffs ist schlicht und einfach gestaltet.